# Processa wheeleri
Processa wheeleri är en kräftdjursart som beskrevs av Lebour 1941. Processa wheeleri ingår i släktet Processa och familjen Processidae. Inga underarter finns listade i Catalogue of Life.